# Blastocerus dichotomus
El ciervo de los pantanos (Blastocerus dichotomus) es el mayor de los cérvidos de América del Sur, alcanzando los 2 m de longitud y 1,20 m de altura hasta la cruz.
Se lo conoce también como:
- guasú pukú o guazú pucú (‘ciervo grande’) en idioma guaraní
- ch'iwase, iwase o wase en idioma wichí
- epelve en idioma mocoví y
- calimgo en idioma qom (toba).
- ciervo de las marismas
- ciervo del Delta
- ciervo isleño

Antiguamente extendido a lo largo de toda el área subtropical del continente, hoy se encuentra reducido a pequeñas poblaciones aisladas en las zonas de esteros y lagunas de las cuencas del río Paraná y el Paraguay, así como a la región amazónica de Perú (por ejemplo, en el parque nacional Bahuaja-Sonene), de Bolivia (por ejemplo el parque nacional y Territorio Indígena Isiboro-Secure) y en varios parques nacionales de Argentina.
Está registrado en el Apéndice I del listado de especies protegidas de CITES.

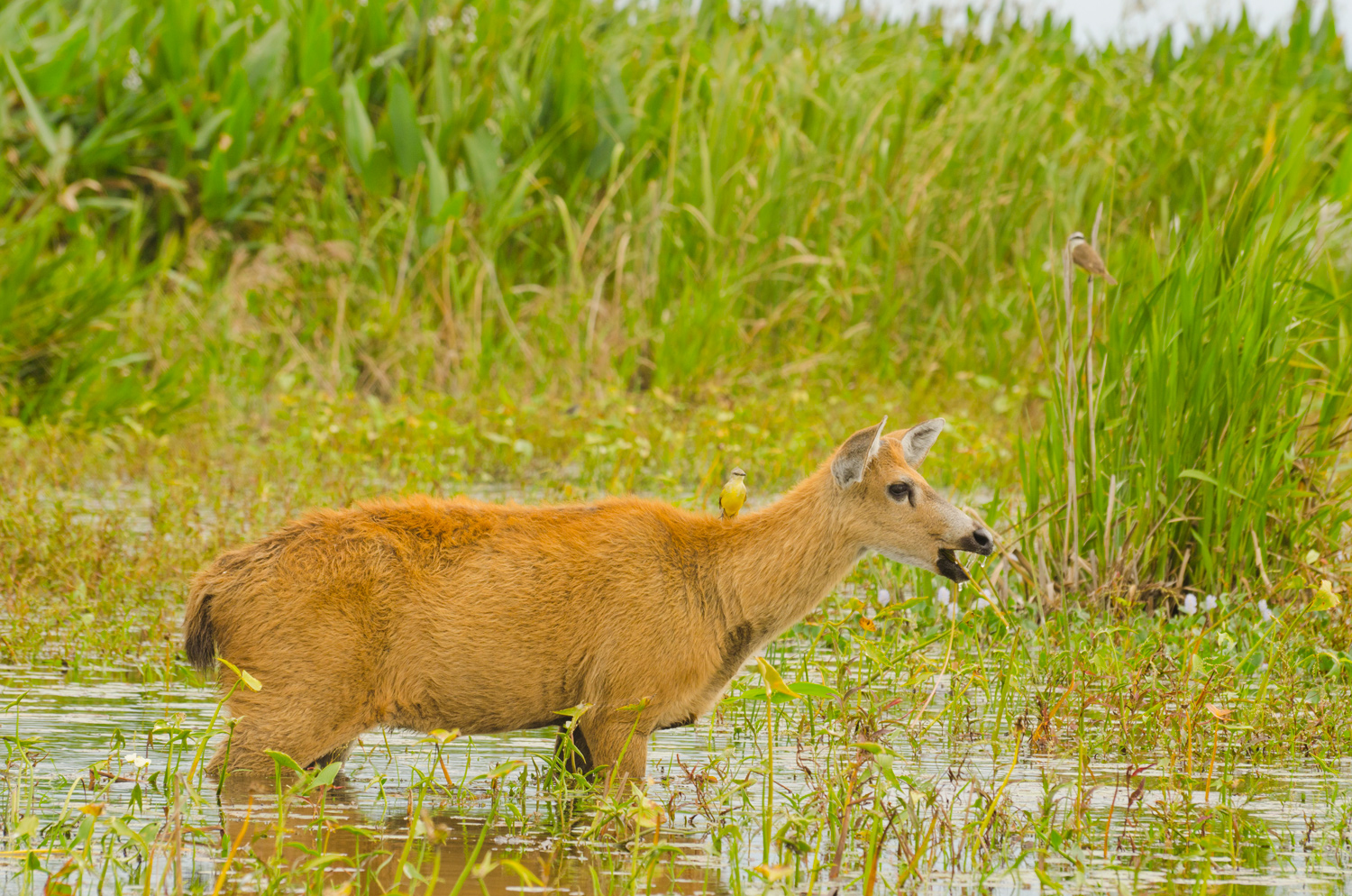
Una hembra en Esteros del Iberá, Argentina.

## Hábitat
Habita preferentemente en regiones muy húmedas o anegadizas, donde su excelente habilidad natatoria le permite desplazarse con facilidad; la densidad de la vegetación lo protege de los predadores y lo provee de alimento. Su límite de expansión norte es el sur de la Amazonia en Brasil alcanzando en su límite sur hasta el Delta del Paraná en Argentina,  donde mantiene la población más austral y la segunda más importante del Cono Sur.

## Descripción
Además de su tamaño, la característica más reconocible del ciervo de los pantanos es la cornamenta ramificada —presente solo en los machos— que alcanza los 60 cm de longitud. El peso de un adulto puede alcanzar los 150 kg.
El pelaje del ciervo es pardo-rojizo, mostrando un tono más oscuro durante el invierno. Muestra marcas blancas en las ancas, alrededor de los ojos y en el reborde de las orejas. Las patas son negras por debajo del tarso, así como el hocico. La cola es de un tono rojizo más claro que el resto del cuerpo en su parte superior y negra en la inferior; tiene unos 10-15 cm de largo en los ejemplares adultos.
La pezuña, amplia en relación con el tamaño del cuerpo, presenta membranas interdigitales elásticas que ayudan en la natación y en el desplazamiento en superficies pantanosas.

## Hábitos

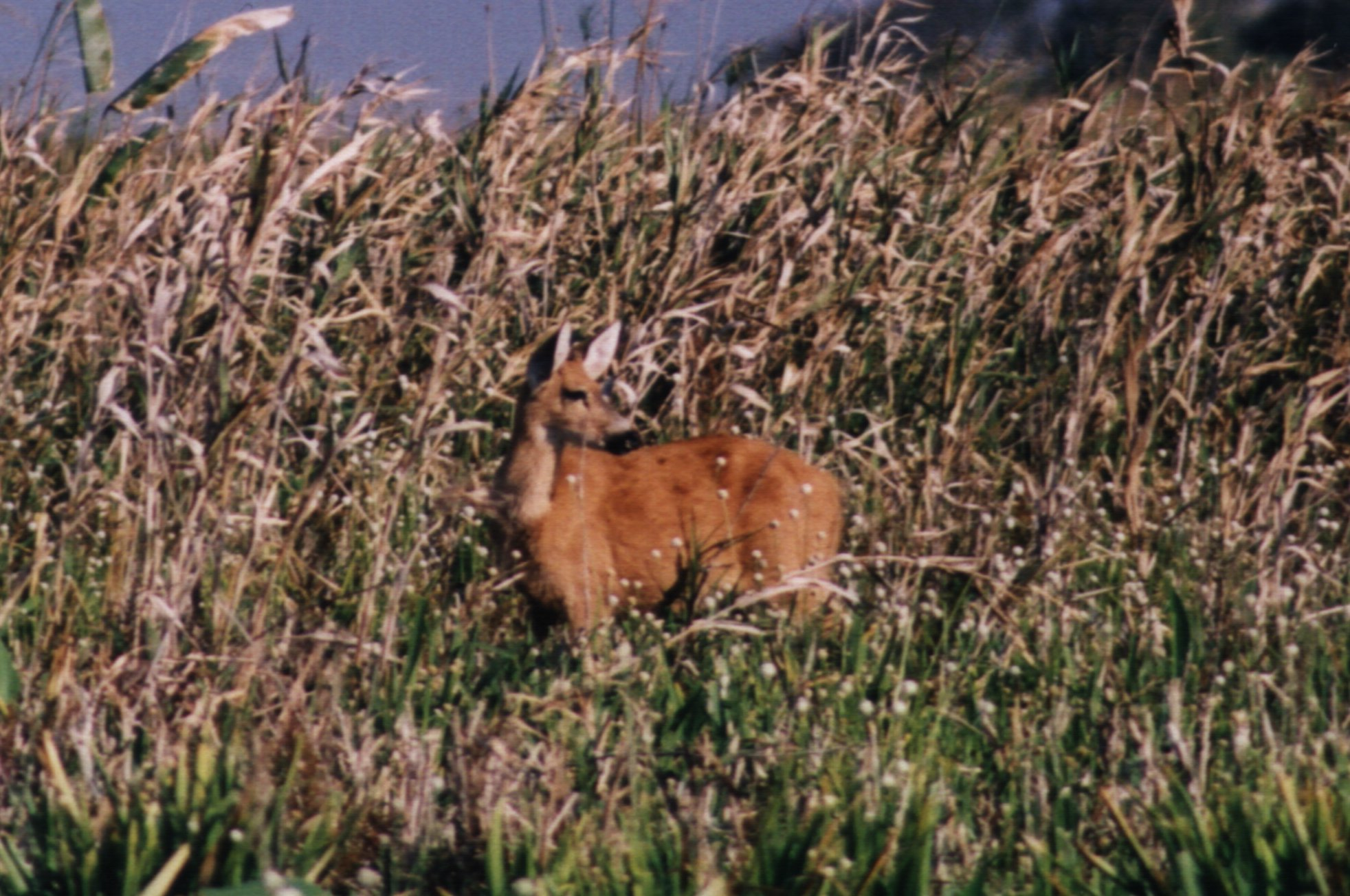
Un ciervo de los pantanos en la Reserva Provincial de los Esteros del Iberá (noreste argentino).

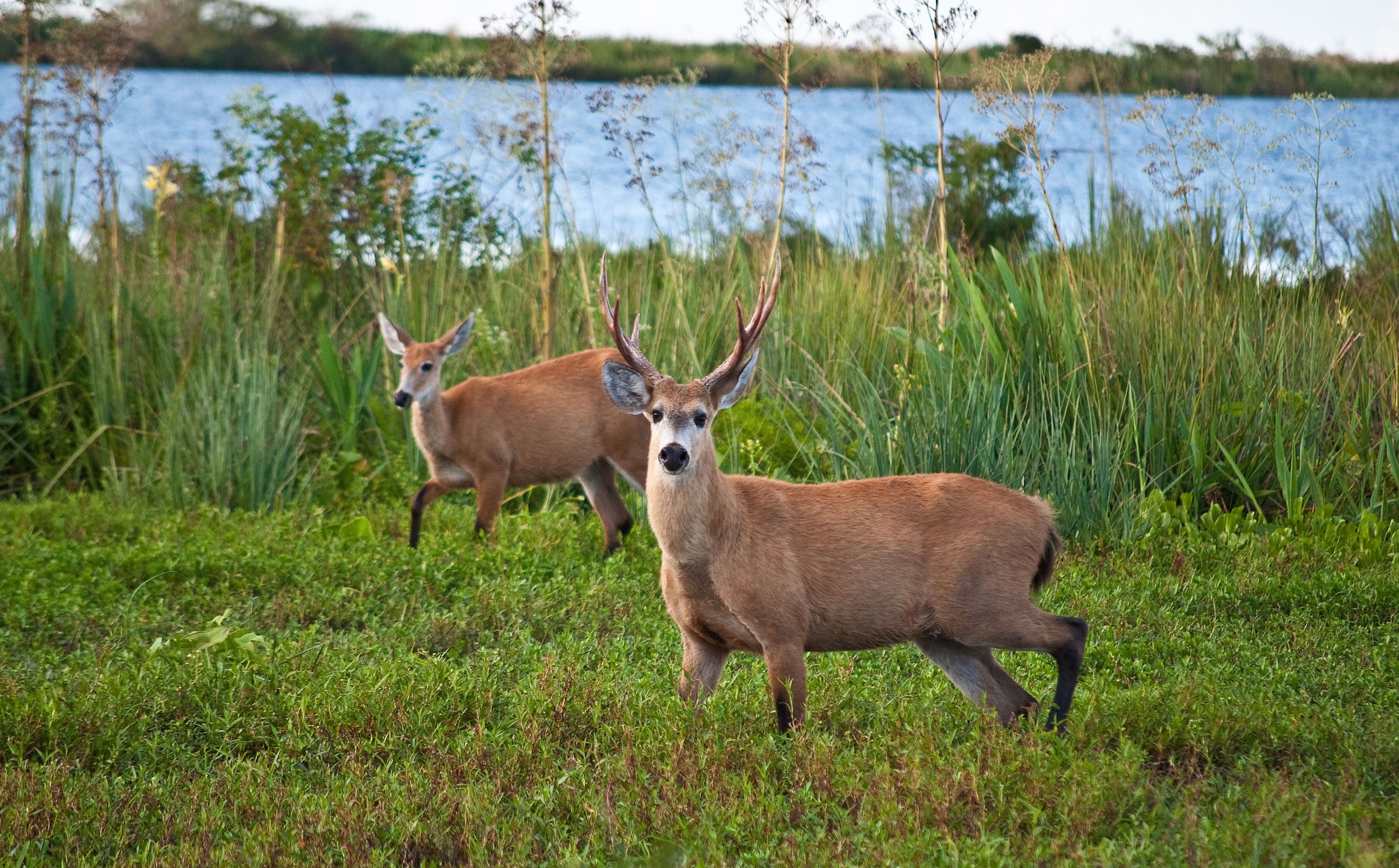
Pareja de ciervos de los pantanos

Es predominantemente nocturno, aunque su comportamiento puede variar según la estación y las condiciones específicas del medio. No forma manadas, aunque las hembras permanecen con la cría hasta su madurez; ocasionalmente se han observado pequeños grupos de hasta cinco ejemplares. No es territorial: se desplaza en busca de alimento a lo largo de toda su zona habitable. Durante la estación seca, si se presenta, reduce su movilidad para mantenerse próximo a los cursos de agua.
Es herbívoro, consume pastos, frutas y raíces tiernas de las especies de la zona. Incursiona ocasionalmente en cultivos cuando la situación lo empuja a ello.
La temporada de celo suele coincidir con el fin del verano, aunque varía de animal en animal. La gestación dura alrededor de 200 días. Las crías (normalmente una por hembra, aunque ocasionalmente nacen mellizos) nacen entre octubre y noviembre. Los cervatillos presentan, al igual que lo que ocurre con las crías de huemul, el pelaje de un color muy similar al de los adultos, sin las típicas manchas blancas de la mayoría de las crías de ciervos.

## Conservación
Los predadores naturales del ciervo de los pantanos —el jaguar, el puma, el  caimán de anteojos  y la anaconda—. La mayor amenaza a su conservación fue la caza furtiva, que buscaba la cornamenta como trofeo; hoy está relativamente controlada.
La destrucción de su hábitat tradicional constituye el mayor riesgo para el ciervo de los pantanos. La represa de Yacyretá alteró un área en la que vivían varios cientos de ejemplares, y la desecación de esteros y bañados para el cultivo y la ganadería amenazan centenares de hectáreas en Argentina y Brasil todos los años. La transmisión de enfermedades contagiosas del ganado es otra fuente de problemas, aunque se ha comprobado que el ciervo no padece la brucelosis.
Fue declarado monumento natural por la provincia de Corrientes en Argentina mediante decreto n.º 1555/1992 de 10 de diciembre de 1992, por la provincia del Chaco por ley n.º 4306 de 6 de junio de 1996, por la provincia de Buenos Aires por la ley n.º 12209 sancionada el 5 de noviembre de 1998, por la provincia de Entre Ríos por resolución n.º 0852 DGRN de 22 de junio de 2015 y por la provincia de Formosa mediante la ley n.º 1673 de 22 de noviembre de 2018.
En Uruguay se lo considera extinto.